# Uzdatnianie powietrza w okrętach podwodnych

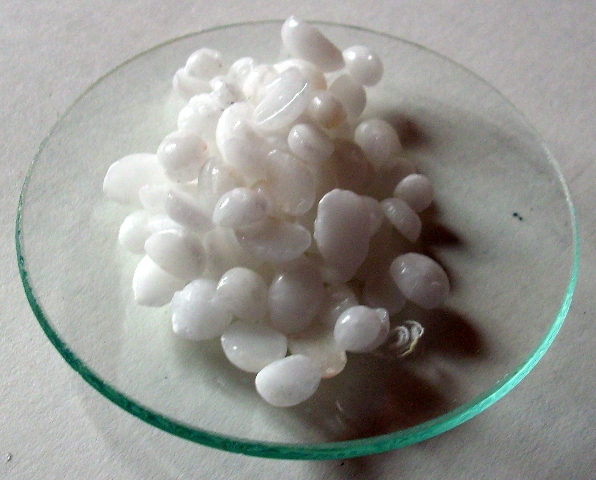
Wodorotlenek sodu

Uzdatnianie powietrza w okrętach podwodnych – proces zapewniający utrzymanie odpowiedniego dla przeżycia załogi okrętu podwodnego składu chemicznego powietrza. Powietrze w okręcie podwodnym musi być oczyszczane przez chemiczne usunięcie dwutlenku węgla (CO2) wytwarzanego w procesie oddychania człowieka oraz uzupełniane zużywanym przez załogę tlenem (O2).

## Uwarunkowania
Suche powietrze atmosferyczne składa się z czterech podstawowych gazów: azotu (78%), tlenu (21%), argonu (0,94%) oraz dwutlenku węgla (0,04%). W trakcie oddychania człowiek zużywa tlen, wydala natomiast z organizmu dwutlenek węgla. Wydychane powietrze zawiera 4,5% tego ostatniego gazu. Ciało człowieka nie wykorzystuje wdychanego azotu i argonu. Zanurzony okręt podwodny jest szczelnie zamkniętym kontenerem mieszczącym ludzi oraz ograniczone zapasy powietrza. Utrzymanie w tych warunkach ludzi przy życiu, wymaga pod względem oddechowym trzech rzeczy (zob. też Sprzęt indywidualnej ochrony układu oddechowego):
- uzupełniania zużywanego tlenu – zawartość tlenu w powietrzu do oddychania nie powinna spaść poniżej 19 %;
- usuwania wydychanego dwutlenku węgla z powietrza, gdyż w miarę zwiększania stężenia w powietrzu staje się toksyczny;
- usuwania wydychanej wilgoci.

## Absorpcja dwutlenku węgla
Dwutlenek węgla usuwany jest z powietrza chemicznie, z użyciem wapna sodowanego (wodorotlenek sodu i wodorotlenek wapnia). Zatrzymywany jest on w tym procesie w wapnie sodowanym przez adsorpcję połączoną z reakcją chemiczną i usuwany w ten sposób z powietrza. Czasem używa się do tego celu systemów opartych na wodorotlenku potasu bądź wodorotlenku litu. Wilgoć może być usuwana z powietrza np. w odwilżaczach adsorpcyjnych lub chemicznie. Zapobiega to kondensowaniu się pary wodnej na ścianach i wyposażeniu wnętrza okrętu. Z powietrza wewnątrz okrętu poprzez spalanie usuwane są także inne gazy, jak tlenek węgla (czad) i wodór, które powstają w wyniku działania niektórych elementów wyposażenia okrętu lub skutkiem dymu papierosowego. Ostatecznie specjalne filtry usuwają z powietrza cząstki stałe, pyły i kurz.
Ilość dwutlenku węgla w znajdującym się w kadłubie okrętu powietrzu nie powinna przekroczyć 1% – jego 4-procentowa koncentracja ma wpływ na sprawność załogi, zaś 5% CO2 jest stężeniem toksycznym. 20–21%  tlenu w powietrzu jest stanem prawidłowym, a jego ilość nie powinna spaść poniżej 17%. Jeden członek załogi okrętu podwodnego wytwarza około 25 litrów dwutlenku węgla na godzinę zużywając taką samą ilość tlenu.
Chemicznej absorpcji dwutlenku węgla dokonuje się przy użyciu wodorotlenku sodu (NaOH):
{\displaystyle 2NaOH+CO_{2}=Na_{2}CO_{3}+H_{2}O}
bądź wodorotlenku potasu (KOH):
{\displaystyle 2KOH+CO_{2}=K_{2}CO_{3}+H_{2}O}
Wodorotlenek sodu przechowywany jest w kasetach, natomiast wodorotlenek potasu w puszkach. Przeznaczone do zużycia kasety z wodorotlenkiem sodu ustawione są na przygotowanych do tego celu półkach, zaś zawartość puszek z wodorotlenkiem potasu wysypywana jest do odpowiedniego kontenera. Podczas rejsu w zanurzeniu, wentylator wdmuchuje znajdujące się wewnątrz okrętu powietrze między półki bądź do wnętrza kontenera, gdzie podczas cyrkulacji dochodzi do reakcji chemicznych prowadzących do absorpcji CO2. Jednym z efektów zachodzącej reakcji chemicznej jest wytwarzanie ciepła – ochłodzenie jest sygnałem zakończenia procesu, po czym zużyte materiały zwalniane są do zbiornika odpadów.
Środki służące uzdatnianiu powietrza są zużywalne i są brane pod uwagę przy kalkulacjach dotyczących masy okrętu. W przypadku okrętów podwodnych operujących w stałym zanurzeniu, ich masa jest niemal taka sama jak masa pozostałych zużywalnych zapasów okrętu. W konsekwencji, opracowano systemy eliminacji dwutlenku węgla przez cykl chłodzenia. Ten jednak wymaga zwiększenia energii elektrycznej, toteż ten sposób wykorzystywany jest jedynie przez okręty z napędem jądrowym, dla których zaopatrzenie w energię elektryczną nie stanowi problemu.

## Uzupełnianie tlenu
Uzupełnianie tlenu wewnątrz okrętu może być przeprowadzane w oparciu o trzy źródła: zbiorniki ze sprężonym tlenem, generatory tlenu wykorzystujące do tego celu elektrolizę wody lub swego rodzaju „kanistry tlenowe”, w których zachodzi reakcja chemiczna uwalniająca tlen ze związków chemicznych zawierających dużą ilość tlenu, np. chloran potasu (KClO3) bądź chloran sodu (NaClO3).
W systemie ze zbiornikami tlenu, gaz może być uwalniany do wnętrza okrętu przez system oceniający jego zawartość w powietrzu lub uwalniający z góry ustaloną ilość tlenu określoną liczbę razy w ciągu doby. Zbiornik ze sprężonym tlenem mieści około 50 litrów tlenu pod ciśnieniem 150 do 200 kg/cm², który podłączony jest do systemu rurociągów. Tlen dodawany jest do powietrza przez urządzenie dozujące do linii wentylacyjnej okrętu, która dystrybuuje go do całego okrętu. Z uwagi na konsumpcję tlenu, w centrali okrętu instaluje się kanistry tlenowe z odpowiednim oprzyrządowaniem, które wydzielają tlen emitując też dużą ilość ciepła. System oparty na centralnych zbiornikach ze sprężonym tlenem ma jednak przewagę nad układem cieplnym, pozwala bowiem na bardziej precyzyjne – sterowane komputerowo – dozowanie tlenu oraz może być zatrzymane w każdym momencie. Tymczasem uzupełnianie tlenu przez układ cieplny nie może być zatrzymane aż do chwili całkowitego wyczerpania zbiornika, co rodzi ryzyko nadmiernego wzbogacenia powietrza tlenem, co powoduje m.in. wzrost ryzyka pożaru. Z drugiej strony, system oparty na kanistrach tlenowych wymaga mniej przestrzeni wewnątrz okrętu, a całkowita liczba kanistrów może być dostosowywana do potrzeb konkretnych wymogów operacyjnych okrętu.